# 長野豊山
長野 豊山（ながの ぶざん/ほうざん、1783年8月25日 - 1837年9月21日（天明3年7月28日 - 天保8年8月22日））は、江戸時代後期の儒学者。名は確、字は孟確。

## 生涯
父の名は祐清、積芳と号する。母は平田氏。伊予国川江（愛媛県四国中央市）に生まれる。7歳で句読を授けられ、11歳で五言七言の詩を作り、19歳の時に大阪の中井竹山について詩経・書経・春秋左氏伝を教えられる。竹山の没後に江戸に出て柴野栗山・尾藤二洲・古賀精里の門弟となる。特に二洲の下では、徳行の近藤篤山・経書の越智高洲とともに文章の豊山として並び称されたという。学業が成就して1813年（文化10年）に神戸藩・本多家に仕え儒学掌教となるが、性格が狷介で他人に媚びることができなかった彼は落ち着くことができず、文政2年（1819年）の9月に病と称して辞職し、その後は江戸に私塾を構えて教えた。その門下からは、藤森弘庵・林靏梁などの文章家や、遠山雲如のような詩人が輩出した。55歳で逝去。墓は芝二本榎の廣岳禅院（東京都港区高輪）にある。林靏梁が墓の碑文を書く。
平田氏の妻をめとり、瑋という長男が跡を継ぎ、卓という次男は夭折している。

## 著作
- 『松陰快談』…この書は早くに評判となり中国へ渡り、『昭代叢書癸集』に収録された。
- 『武乗三名士伝』
- 『嘉聲軒文約』
- 『嘉聲軒詩約』